# Nennius
Nennius was een Welshe monnik uit de eerste helft van de negende eeuw. Zijn feestdag is op 17 januari. De naam "Nennius" is een gelatiniseerde versie van de Welshe naam "Nynniaw".
Een aantal versies van de Historia Britonum hebben een proloog waarin de schrijver van het werk zich bekendmaakt als Nennius, een leerling van Elfoddw, 'aartsbisschop' van Gwynedd (overleden 809). Nennius is een persoon die daadwerkelijk heeft bestaan (van hem is bekend dat hij een alfabet heeft ontworpen), maar de proloog is afkomstig uit de 11e eeuw, en het is daarom de vraag of en in hoeverre Nennius werkelijk de auteur is. De tekst werd gebruikt door Geoffrey van Monmouth bij de samenstelling van zijn Historia Regum Britanniae, de bekendste van de vroege Welshe kronieken.